# Dziecko Coca-Coli
Dziecko Coca–Coli (ang. The Coca-Cola Kid) – australijska komedia romantyczna z 1985 roku w reżyserii Dušana Makavejeva. Główne role w filmie zagrali: Eric Roberts i Greta Scacchi. Fabuła filmu bazuje na krótkich historiach z The Americans, baby (1972) oraz The Electrical Experience (1974) autorstwa Franka Moorhouse'a, który jest także scenarzystą filmu. Obraz pojawił się na Festiwalu Filmowym w Cannes w 1985 roku.

## Opis fabuły
Becker (Eric Roberts), amerykański dyrektor ds. marketingu, z koncernu Coca-Cola odwiedza Australię w celu zbadania przyczyny braku zainteresowania produktami światowego potentata w maleńkim zakątku kontynentu – fikcyjnym miasteczku Anderson Valley. Biznesmen dosłownie wpada na piękną sekretarkę (Greta Scacchi), która zostaje jemu wyznaczona do pomocy. Ostatecznie Becker odkrywa, że lokalna firma produkująca napoje bezalkoholowe prowadzona przez wiekowego ekscentryka, z powodzeniem odpiera produkty amerykańskiego giganta. Delegat poprzysięga wojnę marketingową z osobliwym przedsiębiorcą, jednak ostatecznie przyjezdny rozważa jego rolę jako trybik w potężnej maszynie korporacji zza oceanu.

## Obsada
- Eric Roberts – Becker
- Greta Scacchi – Terri
- Bill Kerr – T. George McDowell
- Chris Haywood – Kim
- Kris McQuade – Juliana
- Max Gillies – Frank Hunter
- Tony Barry – Bushman
- Paul Chubb – Fred
- David Slingsby – kelner
- Tim Finn – Philip
- Colleen Clifford – pani Haversham
- Rebecca Smart – DMZ
- Esben Storm – kierownik wiejskiego hotelu
- Steve Dodd – pan Joe
- Ian Gilmour – Marjorie

## Produkcja
Angielsko-australijski krytyk filmowy David Stratton przekazał kopię książki The Americans Baby Moorhouse'a Dusanowi Makavejevowi, kiedy uczestniczył on w Festiwalu Filmowym w Sydney w 1975 roku z obrazem Sweet Movie. Stworzenie filmu nie było łatwe z powodu stosowanych metod pracy Makavejeva, które różniły się od tych używanych na antypodach. Scenarzysta Denny Lawrence pojawił się na planie filmu w roli konsultanta.

## Box office
The Coca-Cola Kid zarobił 36 365 AUD na terenie Australii.